# My Kind of Christmas
My Kind of Christmas – album świąteczny amerykańskiej wokalistki Christiny Aguilery, trzeci album studyjny w jej karierze. Został wydany w październiku 2000 roku.

## Spuścizna
W 2016 członkinie zespołu R&B Fifth Harmony przyznały, że My Kind of Christmas był albumem istotnym dla ich rozwoju artystycznego. W 2017 Emily Marcus (Us Weekly) nazwała My Kind of Christmas jednym z dziesięciu najlepszych albumów z muzyką świąteczną, jakie powstały począwszy od lat 50.

## Lista utworów
1. "Christmas Time" (aut. Alex Alessandroni, Chaka Blackmon, Steven Brown, Ray Cham, Ron Fair) – 4:02
2. "This Year" (Christina Aguilera, Lauren Christy, Graham Edwards, Charlie Midnight, Scott Spock) – 4:14
3. "Have Yourself a Merry Little Christmas" (Ralph Blane, Hugh Martin) – 4:03
4. "Angels We Have Heard on High" (featuring Eric Dawkins) (Traditional) – 4:11
5. "Merry Christmas, Baby" (featuring Dr. John) (Lou Baxter, Johnny Moore) – 5:44
6. "Oh Holy Night" (Adolphe Adam, John Sullivan Dwight) – 4:52
7. "These Are the Special Times" (Diane Warren) – 4:31
8. "This Christmas" (Donny Hathaway, Nadine McKinnor) – 4:01
9. "The Christmas Song" (Mel Tormé, Robert Wells) – 4:25
10. "Xtina's Xmas" (Aguilera) – 1:32
11. "The Christmas Song" (Holiday Remix) (Tormé, Wells) – 4:03

## Single
1. "The Christmas Song" (wyd. listopad 1999)
2. "Christmas Time" (singel promocyjny; wyd. listopad 2000)
3. "This Christmas" (singel promocyjny; wyd. 10 listopada 2023)[3]

## Pozycje na listach przebojów
| Kraj/region       | Notowanie (2000−2023)  | Wydawca              | Najwyższa pozycja |
| ----------------- | ---------------------- | -------------------- | ----------------- |
| Australia         | Official Albums Chart  | ARIA Charts          | 188               |
| Belgia (Flandria) | Top 200 Albums         | Ultratop             | 179               |
| Japonia           | Top 100 Albums         | Oricon               | 78                |
| Korea Południowa  | Top 100 Albums         | Gaon Chart           | 37                |
| Łotwa             | Top 100 Albums         | LAIPA                | 67                |
| Niemcy            | Top 100 Albums         | Media Control Charts | 91                |
| Południowa Afryka | Official Albums Chart  | RISA                 | 29                |
| Stany Zjednoczone | Billboard 200          | Billboard            | 28                |
| Stany Zjednoczone | Top Holiday Albums     | Billboard            | 1                 |
| Szwajcaria        | Top 100 Albums         | Schweizer Hitparade  | 19                |
| Wielka Brytania   | Top 200 Albums         | OCC                  | 21                |
| Wielka Brytania   | UK Budget Albums Chart | OCC                  | 21                |

| Kraj              | Notowanie (2000)   | Wydawca   | Najwyższa pozycja |
| ----------------- | ------------------ | --------- | ----------------- |
| Stany Zjednoczone | Billboard 200      | Billboard | 130               |
| Stany Zjednoczone | Top Holiday Albums | Billboard | 2                 |

### Sprzedaż i certyfikaty
| Kraj              | Wydawca      | Certyfikat | Sprzedane egzemplarze |
| ----------------- | ------------ | ---------- | --------------------- |
| Japonia           | RIAJ         | —          | 25,000+               |
| Kanada            | Music Canada | —          | 50,000+               |
| Korea Południowa  | KMCA         | —          | 25,000+               |
| Południowa Afryka | RISA         | złoto      | 25,000+               |
| Stany Zjednoczone | RIAA         | platyna    | 1,015,000–1,175,000   |
| Azja              | —            | —          | 80,000+               |
| Świat             | —            | —          | 6,000,000+            |